# Horemheb és Amenia szobra
Horemheb és Amenia szobra ókori egyiptomi szobor az újbirodalmi XVIII. dinasztia idejéből. Horemheb későbbi fáraót és első feleségét, Ameniát ábrázolja, és Szakkarában találták; ma Londonban, a British Museumban található (katalógusszáma EA36).

## Története
A szobrot 1839-ben vásárolta a British Museum, Giovanni Anastasi gyűjteményéből. Eredeti lelőhelyének vagy Thébát vagy Szakkarát tartották, de a tudósok szerint utóbbi valószínűbb, mivel Anastasi aktívabb volt Memphisz környékén, mint Théba környékén, hasonló kettős szobrok pedig kerültek már elő a közeli szakkarai sírokból (közülük a leghíresebb Maja és Merit szobra, amely ma a leideni Rijksmuseum van Oudhedenben található).
A szobor tulajdonosainak neve sokáig ismeretlen maradt, 2009-ben azonban minden kétséget kizárólag bizonyították, hogy Horemhebről és Ameniáról van szó. 1976-ban egy holland–brit régészcsoport szobortöredéket talált Horemheb szakkarai sírjában. A három összefont kezet ábrázoló szobortöredékről 2009-ben gipszmásolatot készítettek, hogy megnézzék, illik-e a British Museumban őrzött szoborhoz; bebizonyosodott, hogy a kezek erről a szoborról származnak. Ezzel bizonyítást nyert, hogy a szobor eredetileg Horemheb szakkarai sírjában állt. Magát Horemhebet nem ide temették, mivel később trónra lépett, és a Királyok völgyében új sír épült számára, a KV57; Ameniát és Horemheb második feleségét, Mutnedzsmetet azonban ebben a sírban temették el.

## Leírása
A házaspár oroszlánlábakkal díszített trónon ül. Mindketten hosszú tunikát és parókát viselnek, a kor divatjának megfelelően; Horemheb tunikája laza ujjú, lábán saru látható. A szobor annyiban szokatlan, hogy a feleség mindkét kezével fogja férje kezét. Eredetileg színesre festették, ez mára legnagyobb részt lekopott. A szobor kisebb sérüléseket leszámítva majdnem tökéletes állapotban maradt fenn, és remekül közvetíti az egyiptomi újbirodalmi arisztokrácia nyugodt eleganciáját. A szobor több ízben megihlette Henry Moore angol szobrászt, aki több bronzszobrához használta modellként.

## Fordítás
- Ez a szócikk részben vagy egészben  a   Statue of Horemheb and Amenia című angol Wikipédia-szócikk ezen változatának fordításán alapul.  Az eredeti cikk szerkesztőit annak laptörténete sorolja fel. Ez a jelzés csupán a megfogalmazás eredetét és a szerzői jogokat jelzi, nem szolgál a cikkben szereplő információk forrásmegjelöléseként.